# Professor T. (serie televisiva belga)
Professor T. (T.) è una serie televisiva belga, creata da Paul Piedfort e diretta da Indra Siera.
È stata trasmessa sul canale in lingua olandese Één dal 13 settembre 2015 al 9 dicembre 2018. Nella prima stagione la serie si chiamava "T."; dalla seconda è stata ribattezzata "Professor T.".
In Italia, la serie è andata in onda su LA7 dal 10 novembre 2018 al 3 agosto 2019 e su LA7d dal 7 febbraio al 22 agosto 2020.

## Trama
Jasper Teerlinck, conosciuto come "Professor T.", è un professore di criminologia all'Università di Anversa. Il Professor T. è dotato di intelligenza ed immaginazione fuori dal comune, soffre del disturbo ossessivo-compulsivo ed è ossessionato dalla pulizia. Data la sua notorietà, la polizia federale gli offre l'opportunità di partecipare alle indagini come consulente. Allora T. si mette a collaborare con l'ispettore Annelies Donckers, una delle sue ex studentesse.

## Episodi
| Stagione         | Episodi | Prima TV Belgio | Prima TV Italia |
| ---------------- | ------- | --------------- | --------------- |
| Prima stagione   | 13      | 2015            | 2018            |
| Seconda stagione | 13      | 2016            | 2018-2020       |
| Terza stagione   | 13      | 2018            | 2020            |

## Personaggi
- Koen De Bouw: Jasper Teerlinck "Professor T."
- Ella Leyers: ispettore Annelies Donckers
- Bart Hollanders: ispettore Daan De Winter (stagione 1; stagione 2 episodi 1-2-3)
- Herwig Ilegems: ispettore capo Paul Rabet
- Tanja Oostvogels: commissario Christina Flamant
- Goele Derick: Ingrid Sneyers, la segretaria della facoltà universitaria
- Carry Goossens: Walter De Paepe, il rettore dell'università
- Gene Bervoets: Herman Donckers, il padre di Annelies Donckers
- Viviane De Muynck: Adelinde Van Marcke, la madre del Professor T.
- Barbara Sarafian: psichiatra Ellen Gijselbrecht (stagioni 2-3)
- Tom Van Bauwel: professor Vanderweyden (stagioni 2-3)
- Steve Geerts: ispettore John Van Humbeeck (stagioni 2-3)
- Kristof Coenen: Serge Lauwers (stagioni 2-3)

## Luoghi delle riprese
Le riprese sono iniziate nell'aprile 2014. La serie è stata girata ad Anversa, dove sono state fatte la maggior parte delle riprese, mentre alcune scene sono state registrate a Gand, nel vecchio tribunale.

## Premi
Al "Festival de la fiction TV de La Rochelle", "T." ha vinto il premio speciale della giuria per la miglior serie televisiva straniera.
Nell'edizione 2016 del festival "Nacht van de Vlaamse Televisie Sterren" (La notte delle stelle fiamminghe della televisione), Koen De Bouw ha vinto il premio di Miglior attore fiammingo. Al festival "Nacht van de Vlaamse Televisie Sterren" (La notte delle stelle fiamminghe della televisione) del 2017, Koen De Bouw ha vinto nuovamente il premio di Miglior attore fiammingo.

## Adattamenti
Il remake francese Prof T. prodotto nel 2016 da Vema Productions, vede Mathieu Bisson nel ruolo da protagonista.
In Germania, i diritti sono stati acquisiti dalla ZDF. L'adattamento tedesco Professor T. è stato prodotto dal 2017 al 2020 da Rowboat Film e Fernsehproduktion. Matthias Matschke svolge il ruolo principale.
Nel Regno Unito dal 2021 viene prodotto un rifacimento chiamato anch'esso Professor T., distribuito dal 3 giugno 2021 su Britbox e trasmesso dal 18 luglio 2021 su ITV. Ha debuttato in anteprima in televisione negli Stati Uniti su PBS l'11 luglio 2021.